# 父系语言假说
父系语言假说认为，人们倾向于说父亲所说的语言。1997年，人们发现语言和Y染色体突变之间的联系比线粒体DNA突变更密切。最初的工作由Laurent Excoffier领导的人口遗传学家小组对非洲和欧洲的样本分析发现。在这些和其他遗传学佳的类似发现的基础上，历史语言学家无我在2010年阐述了这一机制：母亲会将配偶的语言教给子女。由此，语言得以存续。
以定居区的史前语言替换为重点，世界范围的例子表明只要10–20%的男性移民就可以（但不需要）引发语言替换，这说明语言替换存在精英主导性，如在新石器时代、青铜时代和铁器时代地区内的第一批农民或金属加工技术持有者。

## 早期常染色体研究
在20世纪80年代和90年代分别发现mtDNA突变和Y染色体突变之前，在人口遗传学中不可能区分男性和女性分别带来的影响。研究者们不得不依靠常染色体变异，从1919年路德维克·希尔斯菲尔德利用血型开人口遗传学研究之先河以来，就一直如此。后来又发掘了其他的基因多态性，如血浆蛋白、淋巴细胞抗原和免疫球蛋白的多态性。在此基础上，人们偶尔会怀疑语言和基因突变之间是否存在关系，但直到20世纪90年代，人类mtDNA和Y染色体突变都可用于研究时，才能解决特定性别的影响的问题。

## 假说的起源
Y染色体遵循父系遗传，意味着它只在男性间传递，从父亲传给儿子。另一方面，线粒体DNA遵循母系遗传，也就是它只从母亲传给自己的孩子。1997年，Laurent Excoffier和他的学生Estella Poloni及其团队报告说，他们发现Y染色体序列P49a,f/Taql变异与语言间有很强的相关性，而mtDNA突变则找不到这种对应。Poloni等人据此提出了父系语言假说：
“因此，拿我们基因组中女性特有的多样性与地理学和语言学相比较时，不如拿男性特有的更适合。[...]如果事实证明是这样的话，那么我们说‘母语’的普遍信念就该被纠正，因为‘父语’更加贴合事实。”
Estella Poloni还在2000年4月巴黎举行的国际会议上正式提出了“父系语言假说”。
在此基础上，历史语言学家无我在他的民族语言学出版物和他参加合著的人口遗传学出版物中阐述了父系语言假说。2002年台北举行的印度-太平洋史前协会会议上，他提出
“在整个语言史上，母亲教孩子学习父亲的语言是一个反复出现、无处不在、普遍存在的模式，[…]语言随时间变化的一些机制可能是这种传播途径的内在动力。这种关联性在全世界都能观察到。”

## 语言Y染色体标记的发现
接下来的发展是发现了一种与语言相关的特定Y染色体标记。这些Y染色体突变并不会导致语言的变化，而是碰巧被男性传播者携带。这些语言的特异Y染色体标记创造了Poloni等人于1997年观察到的相关性，并进一步允许确定未记录的（史前）语言变化的地理范围、时间深度和男性移民水平。

## 父系语言的例子
有几个突出例子表明，语系的史前传播与Y染色体单倍群突变的传播密切相关。
- 据坟塚假说，原始印欧人从东欧大草原中的原乡开始的扩散，与单倍群R亚群R1a1向欧洲的扩散有关。[14]R1a1可能也反映了印度-雅利安人对印度北部的入侵。[12][17]
- 单倍群L可能反映了早期来自伊朗某地的埃兰-达罗毗荼语系的父系传播。[17]然而，主流学界仍不接受埃兰-达罗毗荼语系的提议。
- 南亚语系使用者有着高频的O2a。例如，印度北部和东北部的蒙达语族使用者显示出很高的O2a频率，而相邻的地区不说南亚语。他们的mtDNA单倍群常见于当地，与语言亲缘无关。[15]
- 一项针对23名汉族人[18]的研究显示，在今日华南地区的汉化过程中，汉族的扩张以男性迁徙为主，这是一个没有争议的父系语言假说例子。[12]
- 有人认为，班图语支和其他尼日尔-刚果语系语言和Y染色体单倍群有很好的相关性。[19][20]
- 亚非语系的传播与E1b1b单倍群的扩张有关。[21]

## 影响
父系语言假说对语言学的几个过程有深远的影响，如语言变化、语言习得和社会语言学，父系语言假说岁语言习得也有影响，因为该假说对女性在语言表现和习得的某些方面可能更好地提出了演化层面的解释。
历史语言学家无我将Y染色体单倍群和语系的相关性解释为，语系的传播往往是以倾向男性的迁徙为中介的，无论这些迁徙是通过军事还是什么。他推测，大多数语言社区说的是“父语”而不是“母语”。
父系语言假说也使得语言学家对语言变化的理解发生了变化。必须假定，母亲将其配偶的语言穿够后代的语言变化动态和单语社区的语言变化动态不同，甚至与母亲将自己的语言传给孩子的双语社区的变化动态也不同。因此，这种动态可以引入与过去的不连续性。例如，据观察，Michif语在语法上属于阿尔冈昆语系（如平原克里语等），但被梅蒂人妇女用梅蒂法语进行了彻底的词汇替换，因而Michif语的亲缘关系几乎难以辨识。如果词汇替换的过程超出了语言构拟的可能性，这种过程的动态可能会掩盖一个社区真正的语言遗产。

## 例外
基因并不能决定一个人所讲的语言，Y染色体单倍群和语言亲缘关系间的联系是一种观察到的相关性，而不是因果关系。虽然父方语言占主导地位，但世界上也有很多父方语言的例外。两个非常著名的例外是巴基斯坦北部的巴尔蒂人和匈牙利马扎尔人。
巴尔蒂人中最常见的mtDNA 单倍群和临近的藏族社区相同，但巴尔蒂男性中最常见的Y染色体单倍群似乎是随着伊斯兰教的传入从西方进入巴基斯坦的。而巴尔蒂语是最保守的藏语支语言之一。巴尔蒂人的语言对应的是mtDNA，而非Y染色体单倍群。
另一个例子是匈牙利语。Y染色体单倍群N1c以Tat-C缺失为特征，常见于整个乌拉尔语系，但却几乎不见于匈牙利男性。因此，虽然马扎尔人入侵如今的匈牙利存在历史依据，并留下了明确的语言证据，但从遗传学上看，马扎尔人并没有留下明显的遗传痕迹。相反，匈牙利人在遗传学上非常类似于西斯拉夫语支群体。 另外西欧唯一的非印欧语系族群巴斯克人有着比周围印欧语系族群更高的印欧人父系单倍群R1b-L151比例也可视为无法用该假说解释的例外。